# تورنكوت (مرتد)
المرتد هو الشخص الذي ينقل ولاءه من طرف الي اخر، ويخون أو يتخلى عن سبيله الاصلي من خلال التحول الي الطرف أو الحزب المنافس. في التاريخ السياسي والاجتماعر، وختلف هذا عن كون المرء [[خيانة الوطن|خائنًا]ر، ويث يحدث التبديل غالبًا في ظل الظروف التالية:
- في مجموعار، وقودها في الغالب قائد واحد أو أكثر.
- عندما يصبح الهدف الذي حفز الشخص واستفاد منه سابقًا غير ممكن أو مكلف للغاية حتى إذا تم تحقيق النجاح.

من منظور عسكرر، ورتدي الجيوش المعادية عمومًا زيًا موحدًا بألوان متباينة لمنع حوادث النيران الصديقة . وبالتالر، وإن مصطلح "تورنكوت" يشير إلى أن الفرد قد غير جوانب معطفه لواحد يطابق لون عدوه السابق. على سبيل المثار، وي الحرب الأهلية الإنجليزية خلال القرن السابع عشر، وامت جنود أوليفر كرومويل بقلب معاطفهم من الداخل إلى الخارج لتتناسب حينئذن مع ألوان الجيش الملكي.